# Киноконцертный зал (Москва-Сити)
Киноконцертный зал Москва-Сити — строящийся зал в Москве, расположенный в центральном ядре Москва-Сити на участке 6 по адресу Пресненская набережная, владение 2. Рассчитан на проведение значимых зрелищных мероприятий, гала-концертов, форумов.

## История строительства
Из проекта была исключена первоначально запланированная эстакада для заезда со стороны одного из участков, на этом месте появилась полноценная городская площадь, где можно проводить разные культурные мероприятия.
Срок сдачи сооружения неоднократно переносился. По информации от председателя Москомстройинвеста Константина Тимофеева, зал введут в эксплуатацию в конце 2019 года.
Монолитное строительство здания было завершено к февралю 2017 года, за исключением участка примыкания киноконцертного зала к торговому центру «Афимолл». С 2014 года по результатам проверок участникам строительства выдано более семидесяти предписаний об устранении нарушений, при этом штрафы составили 1,85 миллиона рублей.
Объём капитальных вложений в строительство зала составит около 120—140 млн долларов США.

## Особенности конструкции
Зал располагается над подземными этажами центрального ядра «Москва-Сити». Здание киноконцертного зала имеет девять этажей, площадь помещений, по данным Комплекса градостроительной политики и строительства города Москвы, более 38 тысяч квадратных метров (по данным ТАСС, 39,2 тысячи квадратных метров). Фасады будут стилизованы под инкрустированную шкатулку с часовым механизмом.
Атриум главного входа будет выполнен в виде открытого механизма часов, а эскалаторы похожи на сжатые пружины.
Вместимость зрительного зала, размещенного под стеклянным куполом диаметром 64 метра, 1576 мест. Круглый в плане зал будет иметь трансформируемую сценическую часть, для которой предусмотрено более 16 вариаций, в том числе вариант открытой арены. Входы в зал осуществляются через вестибюли. Здание киноконцертного зала украсят самые большие в мире часы диаметром 64 метра — фасады станут циферблатом, время указывает перебегающая световая стрелка.
Часы будет видно и со всех офисных башен Сити, и с уровня пешехода. И это будут самые большие в мире часы, опережающие даже текущий рекорд книги Гиннесса — часы диаметром 43 метра на новом небоскребе в Мекке.Главный архитектор Москвы Сергей Кузнецов